# Rosa Balaguer Oltra
Rosa Balaguer Oltra (Denia, circa 1956-Valencia, 25 de febrero de 2022) fue una periodista española, pionera de la radio y de la televisión en idioma valenciano.

## Biografía
Nació en Denia en 1956. Hija de Rosita Oltra y Vicent Balaguer. En 1962 fue fallera mayor infantil de la falla Centro. Formó parte del Grup de Teatre Llebeig, fundado por su padre.Fue, además, una persona muy comprometida con la educación y llegó a ejercer de profesora en un instituto.

### Trayectoria profesional
Fue de las primeras profesionales que locutó en valenciano en el medio radiofónico de la Comunidad Valenciana y lo hizo en el programa «De dalt a baix» (1973-1982) junto a Toni Mestre. Y a partir de 1982, en el programa Ara i aquí. Presentó los informativos de Aitana, del centro territorial de producción en Valencia de RTVE. Posteriormente se dedicó a la docencia como profesora en un instituto.